# 棒腺虎耳草
棒腺虎耳草（学名：Saxifraga consanguinea）为虎耳草科虎耳草属下的一个种。

## 扩展阅读
- 維基物種上的相關：棒腺虎耳草